# Personalitats caricaturitzades a Astèrix
Aquest article és la llista de personalitats caricaturitzades al còmic Astèrix el gal

## Personalitats
| Personalitat                                           | Personalitat           | Personatge                                                                                         | Aparició                          | Aparició                                      |
| Foto                                                   | Nom                    | Personatge                                                                                         | Àlbum                             | Pel·lícula                                    |
| ------------------------------------------------------ | ---------------------- | -------------------------------------------------------------------------------------------------- | --------------------------------- | --------------------------------------------- |
|                                                        | André Alerme           | Ortopèdix, hostaler a Arausio                                                                      | El regal del Cèsar (1974)         |                                               |
|                                                        | Julian Assange         | Fetspolèmix. gal corredor de noves i corresponsal                                                  | El papir del Cèsar (2015)         |                                               |
|                                                        | Charles Aznavour       | pirata                                                                                             | La filla de Vercingetòrix (2019)  |                                               |
| Astèrix i el griu (2021)                               | Charles Aznavour       | pirata                                                                                             |                                   |                                               |
|                                                        | Brigitte Bardot        | Venus, deessa de l'Olimp                                                                           |                                   | Les dotze proves d'Astèrix (1976)             |
|                                                        | The Beatles            | quatre bards britans                                                                               | Astèrix a Bretanya (1966)         |                                               |
|                                                        | Monica Bellucci        | Dona amb cistella de raïms                                                                         | Astèrix a Itàlia (2017)           |                                               |
|                                                        | Roberto Benigni        | Periodista etrusc                                                                                  | Astèrix a Itàlia (2017)           |                                               |
|                                                        | Silvio Berlusconi      | Cressus Lupus, fabricant de garum, patrocinador de la Cursa Transitàlica                           | Astèrix a Itàlia (2017)           |                                               |
|                                                        | Bernard Blier          | Caius Soutienmordicus, cap de la policia secreta de Juli Cèsar                                     | L'odissea d'Astèrix (1981)        |                                               |
|                                                        | Jean-Jacques Bourdin   | periodista romà                                                                                    | Astèrix a Itàlia (2017)           |                                               |
|                                                        | Vincent Cassel         | Mac Abbeh, cap picte del clan de la riva oposada del Loch Andloll                                  | Astèrix i els pictes (2013)       |                                               |
|                                                        | Gérard Calvi           | Director d'orquestra                                                                               | Astèrix a Hispània (1969)         |                                               |
|                                                        | Fernand Charpin        | Panix, jugador de cartes                                                                           | La volta a la Gàl·lia (1965)      |                                               |
|                                                        | Jacques Chirac         | Caius Capdobús, jove senador romà, diplomat de l'Escola Salvadora i Alliberadora D'Esclaus (ESADE) | Obèlix i companyia (1976)         |                                               |
| Titus Rominus, anticuari                               | Jacques Chirac         | L'Astèrix mai vist (1993)                                                                          |                                   |                                               |
|                                                        | Winston Churchill      | Ipocalòrix, cap avern que té cura d'Adrenalina, la filla de Vercingetòrix                          | La filla de Vercingetòrix (2019)  |                                               |
|                                                        | Coluche                | legionari romà que explica acudits belgues                                                         | Astèrix a Bèlgica (1979)          |                                               |
|                                                        | Sean Connery           | Zerozerosix, druida espia, agent secret per Juli Cèsar                                             | L'odissea d'Astèrix (1981)        |                                               |
|                                                        | Annie Cordy            | Nicotine, muller de épouse de Gueuselambix                                                         | Astèrix a Bèlgica (1979)          |                                               |
|                                                        | Tony Curtis            | Érix, pirata, fill de Barba-roja                                                                   | La volta a la Gàl·lia (1965)      |                                               |
| Brutus, fill adoptiu de Juli Cèsar                     | Tony Curtis            | Astèrix gladiador (1964)                                                                           |                                   |                                               |
| Brutus, fill adoptiu de Juli Cèsar                     | Tony Curtis            | La zitzània (1970)                                                                                 |                                   |                                               |
| Brutus, fill adoptiu de Juli Cèsar                     | Tony Curtis            | L'endeví (1972)                                                                                    |                                   |                                               |
| Brutus, fill adoptiu de Juli Cèsar                     | Tony Curtis            | El fill d'Astèrix (1983)                                                                           |                                   |                                               |
| Brutus, fill adoptiu de Juli Cèsar                     | Tony Curtis            | La filla de Vercingetòrix (2019)                                                                   |                                   |                                               |
|                                                        | Gérard Depardieu       | Addictalexérix, rastrejador biturige, traïdor a sou de Juli Cèsar                                  | La filla de Vercingetòrix (2019)  |                                               |
|                                                        | Kirk Douglas           | Espartakis, esclau grec                                                                            | El tràngol de l'Obèlix (1996)     |                                               |
|                                                        | Paul Dullac            | Escartefigue, jugador de cartes                                                                    | La volta a la Gàl·lia (1965)      |                                               |
|                                                        | George Fronval         | Calígula Pintenbastus, prefecte de les Gàl·lies                                                    | Astèrix gladiador (1964)          |                                               |
|                                                        | Jean Gabin             | Ponç Penats, procurador de Rome a Judea                                                            | L'odissea d'Astèrix (1981)        |                                               |
|                                                        | Charles de Gaulle      | Monolítix, cap avern que té cura d'Adrenalina, la filla de Vercingetòrix                           | La filla de Vercingetòrix (2019)  |                                               |
|                                                        | Paul Gianolli          | Ocatarinetabellatchitchix, cap de clan cors                                                        | Astèrix a Còrsega (1973)          |                                               |
| L'Aniversari d'Astèrix i Obèlix. El llibre d'or (2009) | Paul Gianolli          | Ocatarinetabellatchitchix, cap de clan cors                                                        |                                   |                                               |
|                                                        | Franz-Olivier Giesbert | periodista de Mundus                                                                               | El papir del Cèsar (2015)         |                                               |
|                                                        | Gilberte Goscinny      | Farbalà, filla de Plantaquatix i muller de Tragicòmix                                              | Astèrix legionari (1967)          |                                               |
| El tràngol de l'Obèlix (1996)                          | Gilberte Goscinny      | Farbalà, filla de Plantaquatix i muller de Tragicòmix                                              |                                   |                                               |
| Astèrix i Latraviata (2001)                            | Gilberte Goscinny      | Farbalà, filla de Plantaquatix i muller de Tragicòmix                                              |                                   |                                               |
| L'Astèrix mai vist (2003)                              | Gilberte Goscinny      | Farbalà, filla de Plantaquatix i muller de Tragicòmix                                              |                                   |                                               |
| L'Aniversari d'Astèrix i Obèlix. El llibre d'or (2009) | Gilberte Goscinny      | Farbalà, filla de Plantaquatix i muller de Tragicòmix                                              |                                   |                                               |
|                                                        | René Goscinny          | Mismisteris, escriba de Numerobis                                                                  | Astèrix i Cleopatra (1965)        |                                               |
| un baix relleu                                         | René Goscinny          | Astèrix als Jocs Olímpics (1968)                                                                   |                                   |                                               |
| espectador de teatre                                   | René Goscinny          | Astèrix i el calderó (1969)                                                                        |                                   |                                               |
| legionari romà                                         | René Goscinny          | Obèlix i companyia (1976)                                                                          |                                   |                                               |
| Saül Oysolterienlaví, depenent de Samsó Prefierelmus   | René Goscinny          | L'odissea d'Astèrix (1981)                                                                         |                                   |                                               |
| René Goscinny, guionista d'Astèrix                     | René Goscinny          | L'Astèrix mai vist (2003)                                                                          |                                   |                                               |
| Goscinnyrix, actor de teatre que fa el paper d'Astèrix | René Goscinny          | L'Aniversari d'Astèrix i Obèlix. El llibre d'or (2009)                                             |                                   |                                               |
| Ell mateix                                             | René Goscinny          | El papir del Cèsar (2015)                                                                          |                                   |                                               |
|                                                        | Jean Graton            | corredor de les 24 hores de Suindinium                                                             | La falç d'or (1962)               |                                               |
|                                                        | Johnny Hallyday        | Mac Cara, bard picte                                                                               | Astèrix i els pictes (2013)       |                                               |
|                                                        | Oliver Hardy           | legionari romà                                                                                     | Obèlix i companyia (1976)         |                                               |
|                                                        | Michel Houellebecq     | Terrincognitus, geògraf romà                                                                       | Astèrix i el griu (2021)          |                                               |
|                                                        | Jesús                  | Caustix, druida multipliant els brioixs                                                            |                                   | Astèrix : el secret de la poció màgica (2018) |
|                                                        | Charles Laughton       | Graccus Fetunnus, prefecte romà de Lutècia, cap dels traficants de falçs d'or                      | La falç d'or (1962)               |                                               |
|                                                        | Stan Laurel            | legionari romà                                                                                     | Obèlix i companyia (1976)         |                                               |
|                                                        | Jack Lemmon            | Julius Espinadecactus, prefecte dels gals, que es fa passar per una dida gala anomenada Rosaespina | El fill d'Astèrix (1983)          |                                               |
|                                                        | Sophia Loren           | Serventa                                                                                           | Astèrix a Itàlia (2017)           |                                               |
|                                                        | Guy Lux                | Matius Pratus, presentador dels jocs al Circ Màxim de Roma                                         | La residència dels déus (1971)    |                                               |
|                                                        | Aldo Maccione          | legionari romà                                                                                     | Astèrix la rosa i l'espasa (1991) |                                               |
|                                                        | Jean Marais            | Tragicomix, espòs de Falbalà                                                                       | Astèrix legionari (1967)          |                                               |
| Astèrix i Latraviata (2001)                            | Jean Marais            | Tragicomix, espòs de Falbalà                                                                       |                                   |                                               |
| L'Aniversari d'Astèrix i Obèlix. El llibre d'or (2009) | Jean Marais            | Tragicomix, espòs de Falbalà                                                                       |                                   |                                               |
|                                                        | Eddy Merckx            | missatger ràpid                                                                                    | Astèrix a Bèlgica (1979)          |                                               |
|                                                        | Yves Montand           | Claudius Etspallús, legionari romà                                                                 | El regal del Cèsar (1974)         |                                               |
|                                                        | Benito Mussolini       | Avantipopulus, centurió romà                                                                       | El cel ens cau al damunt (2005)   |                                               |
|                                                        | Orelsan                | Cascàntix, vigilant a l'entrada del poblet gal                                                     | La filla de Vercingetòrix (2019)  |                                               |
|                                                        | Luciano Pavarotti      | Hostaler parmesà                                                                                   | Astèrix a Itàlia (2017)           |                                               |
|                                                        | Martin Potter          | participant a l'orgia                                                                              | Astèrix a Helvècia (1970)         |                                               |
|                                                        | Alain Prost            | Coronavirus, auriga romà, favorit de la Cursa Transitàlica                                         | Astèrix a Itàlia (2017)           |                                               |
|                                                        | Raimu                  | hostaler originari de Massilia                                                                     | La falç d'or (1962)               |                                               |
| César Labeldecadix, hostaler gal a Massilia            | Raimu                  | La volta a la Gàl·lia (1965)                                                                       |                                   |                                               |
| César Labeldecadix, hostaler gal a Massilia            | Raimu                  | Astèrix a Còrsega (1973)                                                                           |                                   |                                               |
|                                                        | Jean Richard           | director del circ Màxim                                                                            | Els llorers del Cèsar (1972)      |                                               |
|                                                        | Jean-Paul Rouland      | Nothekapòs, gran sacerdot atlant                                                                   | El tràngol de l'Obèlix (1996)     |                                               |
|                                                        | Arnold Schwarzenegger  | superclon tadsylwià provinent de Tadsylwine                                                        | El cel ens cau al damunt (2005)   |                                               |
|                                                        | Jacques Séguéla        | Crassus Menyspreus, editor i conseller de Juli Cèsar                                               | El papir del Cèsar (2015)         |                                               |
|                                                        | Bud Spencer            | Periodista ligur                                                                                   | Astèrix a Itàlia (2017)           |                                               |
|                                                        | Pierre Tchernia        | general romà                                                                                       | Astèrix legionari (1967)          |                                               |
| Quinabus, centurió romà del camp de Laudanum           | Pierre Tchernia        | Astèrix a Còrsega (1973)                                                                           |                                   |                                               |
| legionari romà                                         | Pierre Tchernia        | El regal del Cèsar (1974)                                                                          |                                   |                                               |
| legionari romà                                         | Pierre Tchernia        | Obèlix i companyia (1976)                                                                          |                                   |                                               |
| legionari romà                                         | Pierre Tchernia        | Astèrix a Bèlgica (1979)                                                                           |                                   |                                               |
| Gazpachoandalus, centurió romà del camp de Babaorum    | Pierre Tchernia        | L'Aniversari d'Astèrix i Obèlix. El llibre d'or (2009)                                             |                                   |                                               |
|                                                        | Laurent Terzieff       | Sarabernardus, director d'escena al teatre de Condate                                              | Astèrix i el calderó (1969)       |                                               |
| L'Aniversari d'Astèrix i Obèlix. El llibre d'or (2009) | Laurent Terzieff       | Sarabernardus, director d'escena al teatre de Condate                                              |                                   |                                               |
|                                                        | Albert Uderzo          | un baix relleu                                                                                     | Astèrix als Jocs Olímpics (1968)  |                                               |
| espectador de teatre                                   | Albert Uderzo          | Astèrix i el calderó (1969)                                                                        |                                   |                                               |
| legionari romà                                         | Albert Uderzo          | Obèlix i companyia (1976)                                                                          |                                   |                                               |
| Albert Uderzo, dibuixant d'Astérix                     | Albert Uderzo          | L'Astèrix mai vist (2003)                                                                          |                                   |                                               |
| Albert Uderzo, dibuixant d'Astérix                     | Albert Uderzo          | L'Aniversari d'Astèrix i Obèlix. El llibre d'or (2009)                                             |                                   |                                               |
| Uderzorix, actor de teatre que fa el paper d'Obèlix    | Albert Uderzo          | L'Aniversari d'Astèrix i Obèlix. El llibre d'or (2009)                                             |                                   |                                               |
| Ell mateix                                             | Albert Uderzo          | El papir del Cèsar (2015)                                                                          |                                   |                                               |
|                                                        | Peter Ustinov          | Encorutilfaluquejelesus, prefecte romà de Lugdúnum                                                 | La volta a la Gàl·lia (1965)      |                                               |
|                                                        | Robert Vattier         | estranger de Lugdúnum                                                                              | La volta a la Gàl·lia (1965)      |                                               |
|                                                        | Lino Ventura           | Caius Aérobus, centurió romà del camp d'Aquarium                                                   | La zitzània (1970)                |                                               |
| L'Aniversari d'Astèrix i Obèlix. El llibre d'or (2009) | Lino Ventura           | Caius Aérobus, centurió romà del camp d'Aquarium                                                   |                                   |                                               |
|                                                        | Marthe Villalonga      | Karabella, muller de Copdegarròtix                                                                 | L'escut arvern (1968)             |                                               |
|                                                        | Léonard de Vinci       | fabricant de mosaics                                                                               | Astèrix a Itàlia (2017)           |                                               |
|                                                        | Serena Williams        | Elmeuxofer, princesa del regne de Cuix i auriga                                                    | Astèrix a Itàlia (2017)           |                                               |
|                                                        | Venus Williams         | Obscurafer, princesa del regne de Cuix i auriga                                                    | Astèrix a Itàlia (2017)           |                                               |
|                                                        | Harold Wilson          | Zebigbos, Cap del poble breton                                                                     | Astèrix a Bretanya (1966)         |                                               |
| Astèrix a Còrsega (1973)                               | Harold Wilson          | Zebigbos, Cap del poble breton                                                                     |                                   |                                               |
|                                                        | Burt Young             | Sucdenabius, centurió al capdavant de l'expedició romana                                           | Astèrix i el griu (2021)          |                                               |

## Personatges d'altres obres de ficció que apareixen a Astèrix
| Personalitat             | Personalitat            | Personatge                                          | Aparició                        | Aparició                          |
| Foto                     | Nom                     | Personatge                                          | Àlbum                           | Pel·lícula                        |
| ------------------------ | ----------------------- | --------------------------------------------------- | ------------------------------- | --------------------------------- |
|                          | Baba                    | Baba, pirata                                        | Astèrix gladiador (1964)        |                                   |
|                          | Barbe-Rouge             | Barbe-Rouge, pirata                                 | Astèrix gladiador (1964)        |                                   |
|                          | Dupond i Dupont         | missatgers                                          | Astèrix a Bèlgica (1979)        |                                   |
|                          | monstre de Frankenstein | pirata                                              | L'odissea d'Astèrix (1981)      |                                   |
| Astèrix a l'Índia (1987) | monstre de Frankenstein | pirata                                              |                                 |                                   |
|                          | Goldorak                | fusée et robots « Goelderas » du Nagma              | El cel ens cau al damunt (2005) |                                   |
|                          | le Manneken-Pis         | Manneken, nen belga, fills de Boetanix i d'Amoniake | Astèrix a Bèlgica (1979)        |                                   |
|                          | el Marsupilami          | Marsupilamix                                        | El combat dels caps (1966)      |                                   |
|                          | Mickey Mouse            | Toune, extraterrestre tadsylwien                    | El cel ens cau al damunt (2005) |                                   |
|                          | Oumpah-Pah              | un indi americà                                     |                                 | Les dotze proves d'Astèrix (1976) |
|                          | Sancho Panza            | un íber                                             | Astèrix a Hispània (1969)       |                                   |
|                          | Don Quixot              | un íber                                             | Astèrix a Hispània (1969)       |                                   |
|                          | Superman                | superclon tadsylwià                                 | El cel ens cau al damunt (2005) |                                   |
|                          | Achille Talon           | legionari romà                                      | Astèrix a Bretanya (1966)       |                                   |
|                          | Guillaume Tell          | un helveci                                          | Astèrix a Helvècia (1970)       |                                   |
|                          | Triple-Patte            | Triple-Patte, pirata                                | Astèrix gladiador (1964)        |                                   |

## Quadres adaptats
En els diversos àlbums d'Astèrix es caricaturitzen diversos quadres-
| Personalitat | Personalitat                                          | Àlbum             |
| Foto         | Nom                                                   | Àlbum             |
| ------------ | ----------------------------------------------------- | ----------------- |
|              | El rai de la Medusa de Théodore Géricault             | Astèrix legionari |
|              | Lliçó d'anatomia del Dr. Nicolaes Tulp de Rembrandt   | L'endeví          |
|              | Retrat de Lluis XIV de Jacint Rigau-Ros i Serra       | La gran rasa      |
|              | La boda camperola de Pieter Brueghel el Vell          | Astèrix a Bèlgica |
|              | La Gioconda de Leonardo da Vinci                      | Astèrix a Itàlia  |
|              | Estàtua de la Llibertat de Frédéric Auguste Bartholdi | La gran travessia |